# Rhabdophilacris
Rhabdophilacris is een geslacht van rechtvleugeligen uit de familie veldsprinkhanen (Acrididae). De wetenschappelijke naam van dit geslacht is voor het eerst geldig gepubliceerd in 1976 door Descamps.

## Soorten
Het geslacht Rhabdophilacris omvat de volgende soorten:
- Rhabdophilacris curtipennis Descamps, 1976
- Rhabdophilacris fusciventris Amédégnato & Descamps, 1978
- Rhabdophilacris sylvatica Amédégnato, 1985